# にんげんゆうゆう
『にんげんゆうゆう』は、2000年4月3日から2003年3月27日までNHK教育テレビで放送されていたテレビ番組である。放送時間は毎週月曜日 - 木曜日 19:30 - 19:59 （日本標準時）、別の時間帯での再放送あり。

## 概要
さまざまな人物のライフスタイルにスポットを当てていたドキュメンタリー番組である。番組は毎週ひとつのテーマを設け、それに沿う内容の取材映像を4日間にわたって放送していた。司会は、2000年度と2001年度には柿沼郭が、2002年度には渡辺英紀（いずれもNHKアナウンサー）が務めていた。

## 取り上げたテーマの例
- 痛みからのメッセージ
- 老後一人暮らしの知恵
- ひきこもりからの旅立ち
- アルツハイマー告知
- ガンの通院治療
- 薬物依存
- 摂食障害
- 睡眠障害
- 働き盛りの失禁
- 働き盛りのうつ病
- 性同一障害

## DVD
- NHKにんげんゆうゆう 新老人の時代がきた〜医師、日野原重明さんにきく 上巻・下巻（2003年1月24日、レーベル：NHKソフトウェア、規格品番：NSVA-6463・NSVA-6464）